# Minettia obscurata
Minettia obscurata är en tvåvingeart som beskrevs av Shewell 1977. Minettia obscurata ingår i släktet Minettia och familjen lövflugor. Inga underarter finns listade i Catalogue of Life.